# Phantasia
『Phantasia』は日本のインストゥルメンタル・ロックバンド、LITEの2枚目のアルバムである。
2年ぶりのフル・アルバム。独自の世界観と抜群の演奏力に更に磨きのかかった全11曲を収録。また、今作ではエンジニアとしてtoeのギタリストでもある美濃隆章を迎え、より広がりと深みのあるサウンドを創り上げている。

## 収録曲
01．Ef(Album Ver.)

02．Contra 

03．Infinite Mirror 

04．Shinkai 

05．Black And White 

06．Interlude 

07．Ghost Dance 

08．Solitude 

09．Phantasia 

10．Fade 

11．Sequel To The Letter 